# International Association of Currency Affairs
International Association of Currency Affairs (zkráceně IACA) je společnost, která se zabývá širokou řadou služeb v oblasti vydávání a cirkulace finanční hotovosti. Jejím cílem je propojení veřejného sektoru zastoupeného finančními institucemi se sektorem veřejným zastoupeným především dodavateli technologií k výrobě a dalšímu zpracování hotovosti.

## Členové
Členy IACA lze rozdělit na veřejný a soukromý sektor.

### Soukromý sektor
Naprostou většinu členů soukromého sektoru tvoří národní centrální banky jednotlivých států. Mezi největšími například centrální banka Francie - Banque de France, Španělska - Banco de España, Kanady - Bank of Canada nebo Švýcarska - Swiss National Bank. Celkem je členěm několik desítek finančních institucí.

### Veřejný sektor
Hlavními členy z veřejného sektoru jsou výrobci bankovek a mincí či jejich ochranných prvků. Například firmy De La Rue, Royal Canadian Mint, Canadian Bank Note Company, Polish Security Printing Works a další. Další velkou skupinou jsou mediální členové. Například Banknote Industry News, Currency News, Currency Research a další.

## Aktivity
Mezi hlavní aktivity IACA patří publikační činnost, sledování vývoje trendů v oblasti finanční hotovosti nebo vyhlašování nejrůznějších cen.

## Vyhlašovaná ocenění
V současné době vyhlašuje IACA 3 ceny. Jedná se o Banknote Awards a Coin Awards, které se vyhlašují jednou za dva roky a jejich účelem je vybrat nejlepší bankovku a minci, které byly v uplynulých dvou letech vydány. Třetí cenou je Technical Awards, která je vyhlašována jednou za dva roky a slouží k ocenění nejlepšího technického řešení související s tímto oborem. Tato ocenění jsou sponzorována webem Currency News. Jedná se o otevřenou soutěž, do které se může přihlásit libovolný jednotlivec nebo organizace působící v oboru. Ještě před rozdělením na tyto 3 jednotlivé ceny byly udělovány tzv. Excellence in Currency Awards, která se skládala z kategorií zahrnující všechny ty, které jsou již dnes rozděleny do 3 samostatných cen. Cena Excellence in Currency Awards je nazývána někdy jako "The Oscars of the Currency Industry" neboli "Oskar měnového průmyslu". Novinovaní jsou oznámeni vždy na setkání Currency Conference, které se koná v různých zemích. V roce 2008 se konalo toto setkání v Praze.

### Banknote Awards
Cena za nejlepší bankovku roku je udělována IACA každý lichý rok již od roku 2007. Výjimkou jsou pouze ročníky 2008 a 2010, které připadly na rok sudý. V současné době se udělují ceny ve čtyřech kategoriích. Jsou to Nejlepší nová bankovka, Nejlepší nová pamětní nebo limitovaná bankovka, Nejlepší inovace v procesu zpracování a Nejlepší nová publikace, webová stránka nebo aplikace. Do kategorie o nejlepší novou bankovku lze nominovat bankovky, které byly uvedeny do oběhu v posledních 18 měsících. Nelze tedy nominovat bankovky pamětní a sběratelské. Ze všech nominovaných vybere rada IACA 3 kandidáty na vítěze. O jejich pořadí poté hlasují všichni členové. V roce 2008 získala druhé místo v kategorii "Nová bankovka roku" česká 1000 Kč vzor 2008 s novými ochrannými prvky. Prozatím posledním vítězem ceny za nejlepší bankovku se stala v roce 2019 Banka Kanady za novou vertikální $10 bankovku.

### Coin Awards
Jedná se o cenu za nejlepší minci. Jako samostatné ocenění je vyhlašována každý lichý rok od roku 2013. V současné době je udělována ve čtyřech kategoriích. Jsou to Nejlepší nová oběhová mince, Nejlepší nový mincovní produkt, prvek nebo inovace v distribuci, Nejlepší nová pamětní nebo testovací mince a Nejlepší nová publikace, webová stránka nebo aplikace. Do kategorie o nejlepší novou minci lze nominovat jakoukoliv minci, která byla uvedena do oběhu v posledních 18 měsících. Nelze tedy nominovat mince pamětní a sběratelské, které nebyly uvedeny do oběhu. Stejně jako u bankovek i zse vybere rada IACA ze všech nominovaných 3 kandidáty na vítěze. O jejich pořadí poté hlasují všichni členové. Prozatím poslední cenu za nejlepší minci získala v roce 2019 Královská mincovna Kanady za mince složené ze tří kovů. 

### Technical Awards
Uděluje se jednou za dva roky, vždy v sudý rok od roku 2014. V současné době je rozdělena na dvě kategorie - Nejlepší měnová inovace a Nejlepší měnový prvek nebo produkt. Zatím posledním vítězem kategorie za nejlepší produkt (za r. 2018) se stala společnost Komori Corporation se svým číslovacím a lakovacím strojem NV32. Aby mohl být daný prvek nebo produkt nominován, musí být použit při výrobě bankovky v posledních 18 měsících.

### Výsledky ocenění
| Ocenění                       | Kategorie                            | 1. místo                                               | 1. místo                                                              | 1. místo | 2. místo                      | 2. místo                                     | 2. místo | 3. místo                                               | 3. místo                                         | 3. místo |
| Ocenění                       | Kategorie                            | získal                                                 | za                                                                    | za       | získal                        | za                                           | za       | získal                                                 | za                                               | za       |
| Ocenění                       | Kategorie                            | získal                                                 | popis                                                                 | obrázek  | získal                        | popis                                        | obrázek  | získal                                                 | popis                                            | obrázek  |
| ----------------------------- | ------------------------------------ | ------------------------------------------------------ | --------------------------------------------------------------------- | -------- | ----------------------------- | -------------------------------------------- | -------- | ------------------------------------------------------ | ------------------------------------------------ | -------- |
| Excellence in Currency Awards | Nejlepší nová bankovka               | Národní banka Kazachstánu                              | 10 000 Tenge z roku 2006                                              |          | Centrální banka Švédska       | 1000 Kronor z roku 2006                      |          | Banka Mexika                                           | 50 Peso z roku 2006                              |          |
| Excellence in Currency Awards | Nejlepší nová mince                  | Královská mincovna Kanady                              | 25 cents - edice na podporu kanadského sdružení rakoviny prsu         |          | Rezervní banka Nového Zélandu | 10, 20 a 50 cents                            |          | Britská královská mincovna                             | 2 libry                                          |          |
| Excellence in Currency Awards | Nejlepší nový prvek                  | Crane Currency                                         | ochranný proužek Motion                                               |          | Securency                     | G-Switch                                     |          | Louisenthal                                            | Varifeye                                         |          |
| Excellence in Currency Awards | Nejlepší produkt, proces nebo systém | KBA GIORI                                              | ONE - balík produktů pro digitální design                             |          | JURA a OeBS                   | Direct Laser Engraver - laserové gravírování |          | Giesecke & Devrient                                    | Optical Banknote Inspection System 3             |          |
| Excellence in Currency Awards | Nejlepší výukový program             | Úřad pro gravírování a tisk Spoejných států amerických | Vzdělávací program o nové generaci amerických bankovek ve 24 jazycích |          | Rezervní banka Nového Zélandu | Veřejná vzdělávací kampaň o nových mincích   |          | Eureka Metro                                           | 2. vydání knihy World Polymer Notes              |          |
| Excellence in Currency Awards | Nejlepší webová stránka              | Banka Anglie                                           | Web www.bankofengland.co.uk                                           |          | Banka Ruska                   | Web www.cbr.ru/eng                           |          | Úřad pro gravírování a tisk Spoejných států amerických | Web www.bep.treas.gov/newmoney[nedostupný zdroj] |          |

| Ocenění                       | Kategorie                            | 1. místo                                               | 1. místo                           | 1. místo | 2. místo                   | 2. místo                                     | 2. místo | 3. místo                                               | 3. místo                                          | 3. místo |
| Ocenění                       | Kategorie                            | získal                                                 | za                                 | za       | získal                     | za                                           | za       | získal                                                 | za                                                | za       |
| Ocenění                       | Kategorie                            | získal                                                 | popis                              | obrázek  | získal                     | popis                                        | obrázek  | získal                                                 | popis                                             | obrázek  |
| ----------------------------- | ------------------------------------ | ------------------------------------------------------ | ---------------------------------- | -------- | -------------------------- | -------------------------------------------- | -------- | ------------------------------------------------------ | ------------------------------------------------- | -------- |
| Excellence in Currency Awards | Nejlepší nová bankovka               | Centrální banka Venezuely                              | série bankovek Bolívar fuerte      |          | Česká národní banka        | 1000 Kč vzor 2008                            |          | Banka Papuy Nové Guiney                                | 5 a 10 Kina                                       |          |
| Excellence in Currency Awards | Nejlepší nová mince                  | Britská královská mincovna                             | nová série britských mincí         |          | Královská mincovna Kanady  | kolekce k příležitosti OH ve Vancouveru 2010 |          | Mincovna Jižní Afriky                                  | 5 Rand s Nelsonem Mandelou                        |          |
| Excellence in Currency Awards | Nejlepší nový prvek                  | SICPA                                                  | SPARK                              |          | Louisenthal                | Pole                                         |          | Oberthur Technologies                                  | FCO Iriseal                                       |          |
| Excellence in Currency Awards | Nejlepší produkt, proces nebo systém | Goznak                                                 | systém vkládání vláken do bankovek |          | Národní banka Belgie       | CashSSP platforma                            |          | Loomis                                                 | elektronické čipy pro hotovostní ochranné systémy |          |
| Excellence in Currency Awards | Nejlepší výukový program             | Banka Kanady                                           | neuvedeno                          |          | Měnová autorita Hongkongu  | neuvedeno                                    |          | Úřad pro gravírování a tisk Spoejných států amerických | neuvedeno                                         |          |
| Excellence in Currency Awards | Nejlepší webová stránka              | Úřad pro gravírování a tisk Spoejných států amerických | neuvedeno                          |          | Britská královská mincovna | neuvedeno                                    |          | Banka Ghany                                            | neuvedeno                                         |          |

| Ocenění                       | Kategorie                   | 1. místo                  | 1. místo                                                                             | 1. místo | 2. místo                | 2. místo                                              | 2. místo | 3. místo                | 3. místo                                                     | 3. místo |
| Ocenění                       | Kategorie                   | získal                    | za                                                                                   | za       | získal                  | za                                                    | za       | získal                  | za                                                           | za       |
| Ocenění                       | Kategorie                   | získal                    | popis                                                                                | obrázek  | získal                  | popis                                                 | obrázek  | získal                  | popis                                                        | obrázek  |
| ----------------------------- | --------------------------- | ------------------------- | ------------------------------------------------------------------------------------ | -------- | ----------------------- | ----------------------------------------------------- | -------- | ----------------------- | ------------------------------------------------------------ | -------- |
| Excellence in Currency Awards | Nejlepší nová bankovka      | Clydesdale Bank           | nová série bankovek s vyobrazením národního dědictví                                 |          | Centrální banka Turecka | série bankovek v hodnotě 5, 10, 20, 50, 100 a 200 Lir |          | Centrální banka Arménie | 10 000 Dram z roku 2009                                      |          |
| Excellence in Currency Awards | Nejlepší nová mince         | Královská mincovna Kanady | mince v hodnotě 25 centů a 1 libry s motivy OH 2010 ve Vancouveru                    |          | Rezervní banka Fidži    | nová série mincí z roku 2009                          |          | Turecká státní mincovna | nová série mincí z roku 2009                                 |          |
| Excellence in Currency Awards | Nejlepší nový prvek         | Arjowiggins Security      | The Pixel Watermark - vodoznak s 3D efektem                                          |          | Giesecke & Devrient     | Magic Varifeye - průhledné "okénko" v bankovkách      |          | De La Rue               | Depth Image - holografická technologie                       |          |
| Excellence in Currency Awards | Nejlepší výukový program    | Clydesdale Bank           | rok trvající mediální kampaň zaměřená na veřejnost spojená s vydáním nových bankovek |          | Národní banka Dánska    | mediální kampaň spojená s vydáním nových bankovek     |          | Centrální banka Turecka | kampaň spojená s vydáním nových bankovek s odlišným designem |          |
| Excellence in Currency Awards | Nejlepší webová stránka     | Evropská centrální banka  | vylepšení webových stránek - především výuková videa zaměřená na děti a mládež       |          | Centrální banka Chile   | web zaměřený na seznámení se s novými bankovkami      |          | Měnový orgán Singapuru  | sekce webu s popisem platných mincí a bankovek               |          |
| Excellence in Currency Awards | Cena za celoživotní zásluhy | Roland Tornare            | bývalý ředitel oddělení vydávání peněz ve Švýcarské národní bance                    |          |                         |                                                       |          |                         |                                                              |          |

| Ocenění                       | Kategorie                   | 1. místo                  | 1. místo | 1. místo | finalisté (nerozlišené pořadí)        | finalisté (nerozlišené pořadí)    | finalisté (nerozlišené pořadí) | finalisté (nerozlišené pořadí)    | finalisté (nerozlišené pořadí)    | finalisté (nerozlišené pořadí) | finalisté (nerozlišené pořadí) | finalisté (nerozlišené pořadí) | finalisté (nerozlišené pořadí) |
| Ocenění                       | Kategorie                   | získal                    | za | za       | získal                                | za                                | za                             | získal                            | za                                | za                             | získal                         | za                             | za                             |
| Ocenění                       | Kategorie                   | získal                    | popis | obrázek  | získal                                | popis                             | obrázek                        | získal                            | popis                             | obrázek                        | získal                         | popis                          | obrázek                        |
| ----------------------------- | --------------------------- | ------------------------- | --- | -------- | ------------------------------------- | --------------------------------- | ------------------------------ | --------------------------------- | --------------------------------- | ------------------------------ | ------------------------------ | ------------------------------ | ------------------------------ |
| Excellence in Currency Awards | Nejlepší nová bankovka      | Banka Kanady              | nová série polymeorvých bankovek                                                                            |          | Pokladnice státu Jersey               | £100 bankovka                     |                                | Národní zámořská banka Banka Číny | pamětní bankovka Macao            |                                | Banka Anglie                   | £50 bankovka                   |                                |
| Excellence in Currency Awards | Nejlepší nový prvek         | SICPA                     | NEOMAG - strojově čitelný inkoust                                                                           |          | Oberthur                              | Dualtrack - ochranný proužek      |                                | Arjowiggins                       | Picture Thread - ochranný proužek |                                |                                |                                |                                |
| Excellence in Currency Awards | Nejlepší měnová inovace     | Banka Nizozemska          | řadící program BRAIN                                                                                        |          | Národní banka Belgie Banka Nizozemska | Common Cash Management            |                                |                                   |                                   |                                |                                |                                |                                |
| Excellence in Currency Awards | Nejlepší měnový produkt     | KBA-NotaSyS               | Super Orlof Intaglio III - tiskařský lis                                                                    |          | Inter Crim Press                      | Currencies of the World - katalog |                                | Banka Nizozemska                  | řadící program BRAIN              |                                |                                |                                |                                |
| Excellence in Currency Awards | Nejlepší výukový program    | Banka Namibie             | Know Your Currency program zaměřený na seznámení veřejnosti s platnou měnou                                 |          | Mexiko                                | Bankovky Města dětí               |                                | Nizozemsko                        | Check a Banknote - aplikace       |                                |                                |                                |                                |
| Excellence in Currency Awards | Nejlepší webová stránka     | Rezervní banka Austrálie  | neuvedeno                                                                                                   |          | Banka Mexika                          | neuvedeno                         |                                | Banka Namibie                     | neuvedeno                         |                                |                                |                                |                                |
| Excellence in Currency Awards | Nejlepší nová mince         | Banka Kolumbie            | nová série mincí v 5 nominálních hodnotách                                                                  |          | Měnový orgán Singapuru                | nová série mincí                  |                                | Centrální banka Malajsie          | nová série mincí                  |                                |                                |                                |                                |
| Excellence in Currency Awards | Nejlepší mincovní inovace   | Královská mincovna Kanady | technologie CoinDNA - umožňuje uložit unikátní digitální otisk mince do databáze a později ji identifikovat |          | Britská královská mincovna            | iSIS autentikace                  |                                | Mincovna Finska                   | Coin Tune autentikace             |                                |                                |                                |                                |
| Excellence in Currency Awards | Cena za celoživotní zásluhy | Dr. Bruce Hardwick        | vývoj velké spousty bezpečnostních prvků                                                                    |          |                                       |                                   |                                |                                   |                                   |                                |                                |                                |                                |

| Ocenění                                                    | Kategorie               | 1. místo    | 1. místo                        | finalisté (nerozlišené pořadí) | finalisté (nerozlišené pořadí)       | finalisté (nerozlišené pořadí) | finalisté (nerozlišené pořadí) | finalisté (nerozlišené pořadí) | finalisté (nerozlišené pořadí)        |
| Ocenění                                                    | Kategorie               | získal      | za                              | získal                         | za                                   | získal                         | za                             | získal                         | za                                    |
| Ocenění                                                    | Kategorie               | získal      | popis                           | získal                         | popis                                | získal                         | popis                          | získal                         | popis                                 |
| ---------------------------------------------------------- | ----------------------- | ----------- | ------------------------------- | ------------------------------ | ------------------------------------ | ------------------------------ | ------------------------------ | ------------------------------ | ------------------------------------- |
| Excellence in Currency Awards (Banknotes Technical Awards) | Nejlepší měnová inovace | KBA-NotaSys | Protecta - lakovací jednotka    | KBA-NotaSys                    | PlateCoat - technologie pochromování | Giesecke & Devrient            | Look - laserová technologie    |                                |                                       |
| Excellence in Currency Awards (Banknotes Technical Awards) | Nejlepší měnový prvek   | Luisenthal  | Rolling Star - ochranný proužek | Oberthur Fiduciare             | Swing - průhledné "okénko"           | Goznak                         | Zebra - průhledné "okénko"     | De La Rue                      | ochranný efekt pro průhledná "okénka" |

| Ocenění                       | Kategorie                            | 1. místo                      | 1. místo                                                                                     | 1. místo | finalisté (nerozlišené pořadí) | finalisté (nerozlišené pořadí) | finalisté (nerozlišené pořadí) | finalisté (nerozlišené pořadí) | finalisté (nerozlišené pořadí) | finalisté (nerozlišené pořadí) | finalisté (nerozlišené pořadí) | finalisté (nerozlišené pořadí) | finalisté (nerozlišené pořadí) |
| Ocenění                       | Kategorie                            | získal                        | za                                                                                           | za       | získal                         | za                             | za                             | získal                         | za                             | za                             | získal                         | za                             | za                             |
| Ocenění                       | Kategorie                            | získal                        | popis                                                                                        | obrázek  | získal                         | popis                          | obrázek                        | získal                         | popis                          | obrázek                        | získal                         | popis                          | obrázek                        |
| ----------------------------- | ------------------------------------ | ----------------------------- | -------------------------------------------------------------------------------------------- | -------- | ------------------------------ | ------------------------------ | ------------------------------ | ------------------------------ | ------------------------------ | ------------------------------ | ------------------------------ | ------------------------------ | ------------------------------ |
| Excellence in Currency Awards | Nejlepší nová bankovka               | Centrální banka Kuvajtu       | nová série bankovek                                                                          |          | neuvedeno                      | neuvedeno                      |                                | neuvedeno                      | neuvedeno                      |                                | neuvedeno                      | neuvedeno                      |                                |
| Excellence in Currency Awards | Nejlepší nová pamětní bankovka       | bez vítěze                    | bez vítěze                                                                                   |          | Národní banka Polska           | 20 Zlotých                     |                                | Centrální banka Nigérie        | 100 Naira                      |                                | Královská banka Skotska        | 5 Liber s motivem Ryder Cupu   |                                |
| Excellence in Currency Awards | Nejlepší inovace zpracování bankovek | Banka Kanady                  | systém inspekce a analýzy životního cyklu bankovek                                           |          | neuvedeno                      | neuvedeno                      |                                | neuvedeno                      | neuvedeno                      |                                | neuvedeno                      | neuvedeno                      |                                |
| Excellence in Currency Awards | Nejlepší webová stránka              | Evropská centrální banka      | vícejazykový web o Euro bankovkách                                                           |          | neuvedeno                      | neuvedeno                      |                                | neuvedeno                      | neuvedeno                      |                                | neuvedeno                      | neuvedeno                      |                                |
| Excellence in Currency Awards | Nejlepší výukový program             | Evropská centrální banka      | série bankovek Euro Europa                                                                   |          | neuvedeno                      | neuvedeno                      |                                | neuvedeno                      | neuvedeno                      |                                | neuvedeno                      | neuvedeno                      |                                |
| Excellence in Currency Awards | Nejlepší nová oběhová mince          | Banka Papuy Nové Guiney       | 50 toea - vícebarevná s motivy Pacifických her                                               |          | neuvedeno                      | neuvedeno                      |                                | neuvedeno                      | neuvedeno                      |                                | neuvedeno                      | neuvedeno                      |                                |
| Excellence in Currency Awards | Nejlepší nová pamětní mince          | Rezervní banka Nového Zélandu | 50 cents - ku příležitosti 100. výročí Anzac, spojených jednotek Austrálie a Nového Zélandu. |          | neuvedeno                      | neuvedeno                      |                                | neuvedeno                      | neuvedeno                      |                                | neuvedeno                      | neuvedeno                      |                                |
| Excellence in Currency Awards | Nejlepší mincovní inovace            | Měnový orgán Hongkongu        | řešení na podporu cirkulace mincí, namísto jejich hromadění, pomocí mincovních karet.        |          | neuvedeno                      | neuvedeno                      |                                | neuvedeno                      | neuvedeno                      |                                | neuvedeno                      | neuvedeno                      |                                |
| Excellence in Currency Awards | Cena za celoživotní zásluhy          | Banka Mexika                  | web na podporu používání 20 pesových mincí                                                   |          | neuvedeno                      | neuvedeno                      |                                | neuvedeno                      | neuvedeno                      |                                | neuvedeno                      | neuvedeno                      |                                |

1. ↑  Hlasování skončilo remízou všech 3 finalistů.

| Ocenění                                                    | Kategorie               | 1. místo               | 1. místo |
| Ocenění                                                    | Kategorie               | získal                 | za |
| Ocenění                                                    | Kategorie               | získal                 | popis |
| ---------------------------------------------------------- | ----------------------- | ---------------------- | --- |
| Excellence in Currency Awards (Banknotes Technical Awards) | Nejlepší měnová inovace | KBA-NotaSys            | nový upěvňovací systém umožňující využití moderních bezpečnostních prvků v offsetovém tisku                                           |
| Excellence in Currency Awards (Banknotes Technical Awards) | Nejlepší měnový prvek   | Měnový orgán Singapuru | První pamětní bankovka s bezpečnostním proužkem na bázi čočky, který dodává hloubku, efekt barevné změny a pohyb elementů na proužku. |

| Ocenění                       | Kategorie                                           | 1. místo                                                        | 1. místo | 1. místo                                         | finalisté (nerozlišené pořadí) | finalisté (nerozlišené pořadí) | finalisté (nerozlišené pořadí) | finalisté (nerozlišené pořadí) | finalisté (nerozlišené pořadí) | finalisté (nerozlišené pořadí) | finalisté (nerozlišené pořadí) | finalisté (nerozlišené pořadí) | finalisté (nerozlišené pořadí) |
| Ocenění                       | Kategorie                                           | získal                                                          | za | za                                               | získal | za | za | získal | za | za | získal | za | za |
| Ocenění                       | Kategorie                                           | získal                                                          | popis | obrázek                                          | získal | popis | obrázek | získal | popis | obrázek | získal | popis | obrázek |
| ----------------------------- | --------------------------------------------------- | --------------------------------------------------------------- | --- | ------------------------------------------------ | --- | --- | --- | --- | --- | --- | --- | --- | --- |
| Excellence in Currency Awards | Nejlepší nová bankovka                              | Švýcarská národní banka                                         | 50 frank - první z nové 9. série bankovek                                                                       |                                                  | Rezervní banka Nového Zélandu | nová série 7 polymerových bankovek nazvaná "Brighter Money" | | Centrální banka Seychel | nová série 4 bankovek | | | | |
| Excellence in Currency Awards | Nejlepší nová pamětní bankovka                      | Národní banka Polska                                            | 20 zloty - pamětní bankovka uvedena do oběhu 12. dubna 2016 na oslavu 1050. výročí christianizace Polska        | Avers[nedostupný zdroj] Revers[nedostupný zdroj] | Lidová banka Číny | pamětní 100 yuan bankovka - k oslavě úspěchů čínského vesmírného programu | | Centrální banka Ománu | 1 ryal - k oslavě 45. výročí Národního dne | | | | |
| Excellence in Currency Awards | Nejlepší inovace zpracování bankovek                | Innovia Security                                                | Guardian - globální program recyklace vyřazených polymerových bankovek                                          |                                                  | Banka Libanonu | FACTS - plně automatickýsystém převodu hotovosti | | Cash Processing Solutions | DLR7000 QC - nový systém inspekce kvality bankovek | | Giesecke & Devrient | SeriTrack Discovery - systém analýzy dat | |
| Excellence in Currency Awards | Nejlepší program komunikace s veřejností (bankovky) | Banka Kanady                                                    | Is she #bankNOTEable - kampaň veřejného hlasování o ženské osobnosti, která by se měla objevit na nové bankovce |                                                  | Evropská centrální banka | série filmů zaměřená na komunikaci s veřejností | | Banka Filipín | informační kampaň o končící platnosti staré série bankovek | | | | |
| Excellence in Currency Awards | Nejlepší neplatná bankovka                          | Louisenthal                                                     | Water note - zkušební bankovka demonstrující nové bezpečnostní prvky řady RollingStar                           |                                                  | Celkem 7 finalistů - bankovky od Arjowiggins Security, Crane Currency, De la Rue, Kurz, Oberthur Fiduciaire, Polish Security Printing Works a konzorcia firem Jura, Landqart, Komori, GSI, Kurz. | Celkem 7 finalistů - bankovky od Arjowiggins Security, Crane Currency, De la Rue, Kurz, Oberthur Fiduciaire, Polish Security Printing Works a konzorcia firem Jura, Landqart, Komori, GSI, Kurz. | Celkem 7 finalistů - bankovky od Arjowiggins Security, Crane Currency, De la Rue, Kurz, Oberthur Fiduciaire, Polish Security Printing Works a konzorcia firem Jura, Landqart, Komori, GSI, Kurz. | Celkem 7 finalistů - bankovky od Arjowiggins Security, Crane Currency, De la Rue, Kurz, Oberthur Fiduciaire, Polish Security Printing Works a konzorcia firem Jura, Landqart, Komori, GSI, Kurz. | Celkem 7 finalistů - bankovky od Arjowiggins Security, Crane Currency, De la Rue, Kurz, Oberthur Fiduciaire, Polish Security Printing Works a konzorcia firem Jura, Landqart, Komori, GSI, Kurz. | Celkem 7 finalistů - bankovky od Arjowiggins Security, Crane Currency, De la Rue, Kurz, Oberthur Fiduciaire, Polish Security Printing Works a konzorcia firem Jura, Landqart, Komori, GSI, Kurz. | Celkem 7 finalistů - bankovky od Arjowiggins Security, Crane Currency, De la Rue, Kurz, Oberthur Fiduciaire, Polish Security Printing Works a konzorcia firem Jura, Landqart, Komori, GSI, Kurz. | Celkem 7 finalistů - bankovky od Arjowiggins Security, Crane Currency, De la Rue, Kurz, Oberthur Fiduciaire, Polish Security Printing Works a konzorcia firem Jura, Landqart, Komori, GSI, Kurz. | Celkem 7 finalistů - bankovky od Arjowiggins Security, Crane Currency, De la Rue, Kurz, Oberthur Fiduciaire, Polish Security Printing Works a konzorcia firem Jura, Landqart, Komori, GSI, Kurz. |
| Excellence in Currency Awards | Nejlepší nová oběhová mince                         | Britská královská mincovna                                      | 1 libra - bimetalická 12stranná mince s řadou skrytých bezpečnostních prvků                                     |                                                  | Centrální banka Seychel | nová série mincí z roku 2016 | | Centrální banka Swazilandu | nová série mincí | | | | |
| Excellence in Currency Awards | Nejlepší nová pamětní mince                         | Banka Mexika                                                    | 20 peso - bimetalická mince                                                                                     |                                                  | Královská mincovna Kanady Rezervní banka Fidži | 50 cent - k oslavě historicky první olympijské medaile pro Fidži | | Národní banka Kazachstánu | 500 tenge | | | | |
| Excellence in Currency Awards | Nejlepší mincovní inovace                           | Státní mincovna Bádenska-Württemberska Bavorská státní mincovna | mince vyrobená ze tří kovů s polymerovým kroužkem, který spojuje vnější a vnitřní kruh                          |                                                  | Mühlbauer | Coin Inspect - systém pro inspekci mincí s kapacitou až 3000 mincí za minutu | | Singapurská mincovna Jarden Zinc Product | ZincSecure - nová technologie bezpečných slitin na bázi zinku | | Národní banka Kazachstánu | Venera 10 - dvoubarevná mince vyrobená z tantalu | |
| Excellence in Currency Awards | Nejlepší program komunikace s veřejností (mince)    | Královská mincovna Kanady                                       | Kampaň Canada 150 k oslavě 150. výročí vzniku Kanady                                                            |                                                  | Banka Mexika | program recirkulace mincí na základě dotazníků od veřejnosti | | Britská královská mincovna | kampaň zaměřená na seznámení veřejnosti s důvody pro zavedení nové bezpečnější 1 liborvé mince                                                                                                   | | | | |
| Excellence in Currency Awards | Cena za celoživotní zásluhy                         | Dr. Nopporn Pramojaney                                          | dlouhodobý zaměstnanec tiskárny Banky Thajska, který se podílel jako chemik na vývoji velké spousty bankovek    |                                                  | | | | | | | | | |

| Ocenění                                                    | Kategorie                          | 1. místo           | 1. místo                              | finalisté (nerozlišené pořadí) | finalisté (nerozlišené pořadí)                                                           | finalisté (nerozlišené pořadí) | finalisté (nerozlišené pořadí)                                                       | finalisté (nerozlišené pořadí) | finalisté (nerozlišené pořadí)                                                   | finalisté (nerozlišené pořadí) | finalisté (nerozlišené pořadí)                                               |
| Ocenění                                                    | Kategorie                          | získal             | za                                    | získal                         | za                                                                                       | získal                         | za                                                                                   | získal                         | za                                                                               | získal                         | za                                                                           |
| Ocenění                                                    | Kategorie                          | získal             | popis                                 | získal                         | popis                                                                                    | získal                         | popis                                                                                | získal                         | popis                                                                            | získal                         | popis                                                                        |
| ---------------------------------------------------------- | ---------------------------------- | ------------------ | ------------------------------------- | ------------------------------ | ---------------------------------------------------------------------------------------- | ------------------------------ | ------------------------------------------------------------------------------------ | ------------------------------ | -------------------------------------------------------------------------------- | ------------------------------ | ---------------------------------------------------------------------------- |
| Excellence in Currency Awards (Banknotes Technical Awards) | Nejlepší měnová inovace            | Crane Currency     | Motion Surface - bezpečnostní proužek | De La Rue                      | DLR Analytics - software umožňující centrálním bankám předpověď životního cyklu bankovek | Cash Processing Solutions      | vysokorychlostní barevná kamera pro použití v řadících strojích pro kontrolu kvality | Britská královská mincovna     | strojově čitelný štítek na mincích pro sledování oběhu mincí a hledání flaešných | Note Printing Australia        | BPS Hybrid Illumination - inspekční systém pro kontrolu průhledných "okének" |
| Excellence in Currency Awards (Banknotes Technical Awards) | Nejlepší měnový prvek nebo produkt | Komori Corporation | NV32 - číslovací a lakovací stroj     | Oberthur Fiduciaire            | AVALON - fluorescenční barvu měnící prvek                                                | Louisenthal                    | RollingStar LEAD - bezpečnostní fólie s 3D efektem                                   | Rezervní banka Austrálie       | Transparent IR - inkoust pohlcující infračervené záření na průhledné fólii       | Banka Mexika                   | GOGOL - bezpečnostní schéma pro digitální certifikaci bankovek               |

| Ocenění                       | Kategorie                                                              | 1. místo                                           | 1. místo | 1. místo                                                   | finalisté (nerozlišené pořadí)               | finalisté (nerozlišené pořadí)                                                          | finalisté (nerozlišené pořadí) | finalisté (nerozlišené pořadí) | finalisté (nerozlišené pořadí)                                                               | finalisté (nerozlišené pořadí) | finalisté (nerozlišené pořadí) | finalisté (nerozlišené pořadí) | finalisté (nerozlišené pořadí) | finalisté (nerozlišené pořadí) | finalisté (nerozlišené pořadí) | finalisté (nerozlišené pořadí) |
| Ocenění                       | Kategorie                                                              | získal                                             | za | za                                                         | získal                                       | za                                                                                      | za                             | získal                         | za                                                                                           | za                             | získal                         | za                             | za                             | získal                         | za                             | za                             |
| Ocenění                       | Kategorie                                                              | získal                                             | popis | obrázek                                                    | získal                                       | popis                                                                                   | obrázek                        | získal                         | popis                                                                                        | obrázek                        | získal                         | popis                          | obrázek                        | získal                         | popis                          | obrázek                        |
| ----------------------------- | ---------------------------------------------------------------------- | -------------------------------------------------- | --- | ---------------------------------------------------------- | -------------------------------------------- | --------------------------------------------------------------------------------------- | ------------------------------ | ------------------------------ | -------------------------------------------------------------------------------------------- | ------------------------------ | ------------------------------ | ------------------------------ | ------------------------------ | ------------------------------ | ------------------------------ | ------------------------------ |
| Excellence in Currency Awards | Nejlepší nová bankovka                                                 | Banka Kanady                                       | $10 bankovka - polymerová, vertikální s portrétem Violy Desmond                                                                           | Avers Revers                                               | Centrální banka Arménie                      | nová série bankovek o 6 nominálních hodnotách                                           |                                | Rezervní banka Austrálie       | $50 bankovka nové generace                                                                   |                                | Banka Mexika                   | nová bankovka 500 peso         |                                | Banka Norska                   | nová série bankovek            |                                |
| Excellence in Currency Awards | Nejlepší nová pamětní bankovka                                         | Banka Kanady                                       | $10 bankovka - k výročí 150 let od založení Kanady, se spoustou nových bezpečnostních prvků pro jejich demonstraci                        | Avers a Revers                                             | Banka Papuy Nové Guiney                      | 100 kina                                                                                |                                | Centrální banka Uruguaye       | 50 peso bankovka k oslavě 50 let od vzniku centrální banku                                   |                                |                                |                                |                                |                                |                                |                                |
| Excellence in Currency Awards | Nejlepší inovace zpracování bankovek                                   | Federální rezervní systém Evropská centrální banka | Common Detector Interface 2 - nový otevřemný standard pro vysokorychlostní bankovkové řadící stroje                                       |                                                            | Cash Processing Solutions                    | SmartFeed X10 - nový automatický dávkovač navržený pro velké hotovostní operace         |                                | Giesecke & Devrient            | NotaTracc - zlepšuje průběh bankovek bankovních cyklem                                       |                                |                                |                                |                                |                                |                                |                                |
| Excellence in Currency Awards | Nejlepší program komunikace s veřejností, web nebo aplikace (bankovky) | Rezervní banka Jižní Afriky                        | mobilní aplikace ku příležitosti vydání nové série bankovek                                                                               |                                                            | Banka Kanady                                 | interaktivní příběh k nové $10 bankovce                                                 |                                | Rezervní banka Austrálie       | sada komunikačních aktivit pro veřejnost k novým $10 a $50 bankovkám                         |                                |                                |                                |                                |                                |                                |                                |
| Excellence in Currency Awards | Nejlepší nová oběhová mince                                            | Centrální banka Mauritánie                         | mince 20 Ouguiya - jediná tříbarevná mince na světě, která je v oběhu                                                                     |                                                            | Centrální Banka Filipín                      | série mincí nové generace                                                               |                                | Mincovna Spojených států       | nová 25 cent mince s vyobrazení národního historického parku Lowell                          |                                |                                |                                |                                |                                |                                |                                |
| Excellence in Currency Awards | Nejlepší nová pamětní mince                                            | Rezervní banka Nového Zélandu                      | mince připomínající podepsání příměří 1. světové války 11. listopadu 1918 v Compiègne                                                     |                                                            | Lidová banka Číny Čínská mincovna a tiskárna | pamětní mince s vyobrazením vysokorychlostní železnice                                  |                                | Rezervní banka Jižní Afriky    | pamětní mince s vyobrazením Nelsona Mandely                                                  |                                |                                |                                |                                |                                |                                |                                |
| Excellence in Currency Awards | Nejlepší mincovní inovace                                              | Královská mincovna Kanady                          | mince tvořená ze tří kovů - jiný kov na rubu, jiný na lícu a jiný na vnějším kruhu                                                        | Avers a Revers Archivováno 3. 11. 2019 na Wayback Machine. | Mincovna Singapuru                           | Visual Inspection Machine - stroj k identifikaci druhu mincí a zároveň kontrole kvality |                                | Mincovna Singapuru             | služba k odevzdání mincí do banky - 24/7 odevzdání a automatické zabalení a uvedení do oběhu |                                |                                |                                |                                |                                |                                |                                |
| Excellence in Currency Awards | Nejlepší program komunikace s veřejností, web nebo aplikace (mince)    | Rezervní banka Nového Zélandu                      | "SPEND IT. KEEP IT. REMEMBER." (Utraťte ji. Nechte si ji. Pamatujte.) - kampaň k vydání mince u příležitosti uzavření příměří v Compiègne | Archivováno 3. 11. 2019 na Wayback Machine.                | Centrální Banka Filipín                      | kampaň zaměřená ne seznámení veřejnosti s novými mincemi a jejich správným zacházením   |                                | Mincovna Spojených států       | H.I.P. Pocket Change - web s výukovými hrami určenými pro děti                               |                                |                                |                                |                                |                                |                                |                                |